# 從男爵
從男爵（baronet，又譯準男爵，傳統簡寫是Bart，現代簡寫是Bt），以及相當於男性的女從男爵（baronetess，簡寫是Btss.）。是對從英國君主取得世襲「從男爵爵位」的人士的稱呼。從男爵爵位最先由詹姆士一世於1611年設立，用以籌集資金。從男爵是英國特有的，在歐洲大陸並沒有同等於從男爵的爵位，唯有歐陸的「世襲騎士」性質較近。「世襲騎士」的例子有德國和奧地利的，以及荷蘭的。愛爾蘭原本也有三個世襲騎士爵位，但其中一個已經斷絕，另外兩個則仍然存在。
「從男爵」一詞源於「男爵」（baron）。而從男爵的地位則在男爵之下，騎士之上。
從男爵爵位有兩點是獨一無二的：
- 從男爵是一項世襲榮譽，但卻不屬於貴族爵位，因此從男爵在上議院並沒有議席。
- 從男爵以「爵士」為敬稱，但卻不屬於「騎士爵位」。

## 歷史
「從男爵」一詞擁有長遠的歷史。托馬斯·德拉摩爾爵士（Sir Thomas de la More）最早在1321年提到，巴侖伯格戰役（Battle of Barrenberg）除了有騎士和男爵參戰外，也有從男爵的參與。此外，愛德華三世曾經在1328年冊立了8個從男爵，他們分別是聖萊傑，斯勒馬芝從男爵（St Leger, Baronet of Sledmarge）、登，博曼斯頓從男爵（Den, Baronet of Pormanston）、費茲傑羅，拜恩教堂從男爵（Fitzgerald, Baronet of Burnchurch）、威爾斯利，納威奇從男爵（Welleslye, Baronet of Narraghe）、曉斯，格特里姆從男爵（Husee, Baronet of Gattrim）、聖米歇爾，麗朋從男爵（St Michell, Baronet of Reban）、馬威德，斯嘉恩從男爵（Marwarde, Baronet of Scryne）以及南格爾，納文從男爵（Nangle, Baronet of the Navan）。後來在1340年、1446年和1551年相繼有新的從男爵冊立。而至少其中一個於1340年授予威廉·德拉波爾爵士（Sir William de la Pole）的從男爵位，是他用錢買來的，至於他所出的錢應該用於軍隊開支上。然而，現今的研究已無法得知這些從男爵爵位是否世襲，但相信這些爵位悉數早已斷絕。
理查二世在位時期，「從男爵」之名用於那些不再擁有被國會召喚的權利的貴族，身份類似地位比他們低的方旗騎士（banneret）。
一直至17世紀初期，從男爵之制度才開始復興。大約在16世紀末或17世紀初時，羅伯特·科頓爵士發現了一張愛德華三世在位第十三年時，發給威廉·德拉波爾的專利狀，該狀指明，可以以一定之金錢換取從男爵爵位。這個發現啟引了從男爵制度之重設。
從男爵制度之發展，經過以下五個階段：
1. 詹姆士一世在1611年5月22日創設了世襲的英格蘭從男爵爵位，以補助愛爾蘭的拓居地。詹姆士一世向200名家境富裕，每年可從莊園賺取超過1000鎊的人士提供爵位，但他們必須繳付相等於30名士兵服役3年，並以每人每日以8仙令計的軍費。至於從男爵則要把款項繳交財務部。這個建議由索爾斯伯利伯爵所建議，他認為「這項榮譽對各士紳的影響很少，卻對財務部大有裨益。」
2. 愛爾蘭從男爵爵位在1611年9月30日創設。
3. 1625年5月28日，新斯科舍從男爵爵位創設，收入用作補助新斯科舍的拓居地，期後又設立蘇格蘭從男爵爵位。
4. 《1707年聯合法令》通過後，英格蘭和蘇格蘭成為大不列顛王國，因此英格蘭和蘇格蘭從男爵爵位停止頒發，改為頒發大不列顛從男爵爵位。
5. 《1800年聯合法令》在1801年1月1日生效後，愛爾蘭王國和大不列顛王國合併為聯合王國，所有既有從男爵爵位停止頒發，改為頒發聯合王國從男爵爵位。聯合王國的從男爵勳章

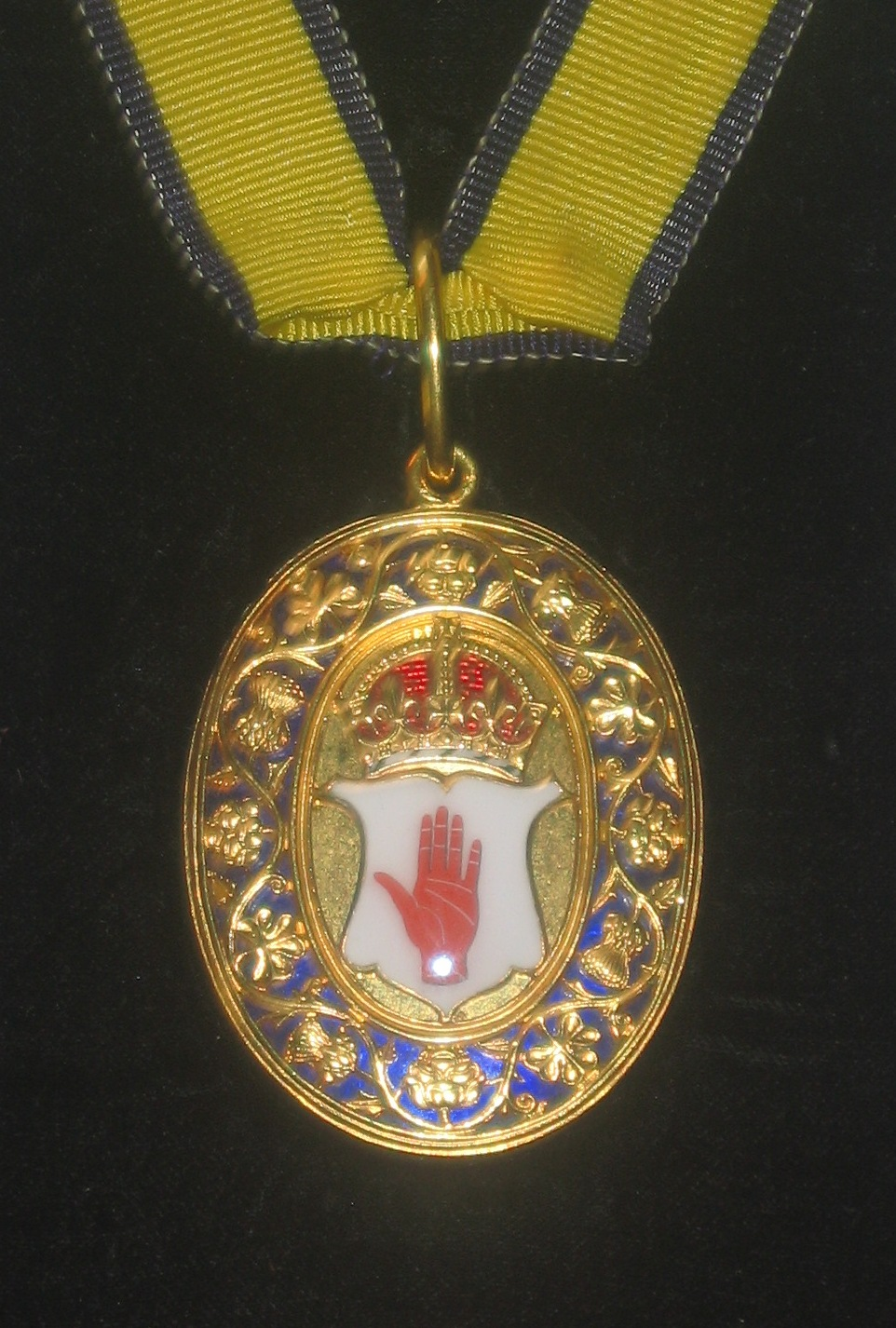
聯合王國的從男爵勳章

自1965年至今，英國只創設了一個新的從男爵爵位。該從男爵爵位乃於1990年為前英國首相戴卓爾女男爵的丈夫，丹尼士·戴卓爾所設。丹尼士·戴卓爾爵士在2003年逝世，爵位由子馬克·戴卓爾所繼承。

## 常規和慣例
按照中文文法，從男爵與騎士一樣，均可在名稱後加上「爵士」頭銜（例如：丹尼士·戴卓爾爵士），而英文則在名稱前加上「Sir」（例如：Sir Denis Thatcher），至於從男爵的妻子可得「夫人」（Lady）頭銜，或明確稱為「爵士夫人」。依中文文法，「夫人」須列於丈夫的姓氏之後（例如：戴卓爾夫人和戴卓爾爵士夫人），而英文則把尊稱冠於夫婿姓氏之前（例如：Lady Thatcher）。就女從男爵而言，則可於名稱後加上「女爵士」頭銜，而英文則在名稱前加上「Dame」，但女從男爵的丈夫則不會因此獲得任何敬稱。
只有從男爵循婚姻所生的長子，才有權繼承從男爵爵位。而長子並不會在父親逝世後立即成為從男爵，而是要待長子名稱寫在官方名冊上，其從男爵爵位才會得到確認。除了寥寥幾個從男爵爵位可以由女性繼承外，所有從男爵爵位只可以由男性繼承，而從男爵的妻子都不是女從男爵，所以女從男爵在歷史上是十分罕見的。
由於從男爵不是貴族，所以他們有權利參與下議院的選舉，因此，現時下議院也有不少議員是從男爵來的。不過，自從《1999年上議院法令》通過後，喪失了上議院世襲議席的貴族也同樣有權參與下議院的選舉。《柏克氏貴族與從男爵系譜》一書羅列出所有現存從男爵爵位的資料，該書還列出部份已斷絕的從男爵爵位之資料。
所有從男爵爵位均會以地域作區別，以防同姓氏者出現混淆，例如砵甸乍從男爵之全稱為「薩里郡里奇蒙的砵甸乍從男爵」。
原本從男爵是有其他特權的，例如，從男爵的長子可以在21歲生日當日授勳為爵士，但是這個慣例在喬治四世即位以後廢除。另一方面，根據法律，從男爵逝世，舉行喪禮的時候，死者有權「蓋上柩衣，由兩人扶靈，並可以有一名專門哀悼者和四名其他人士」協助舉行喪禮。
蘇格蘭和新斯科舍的從男爵有權在他們的紋章上用上新斯科舍的紋章樣式。另外，他們也可以在頸項戴上代表新斯科舍的徽章，該徽章須繫在間上黃褐色的橙色絲帶上。這個徽章呈盾形，繪上諾華士高沙省旗之樣式。徽章之頂上綴上一枚帝國皇冠，而整個盾形徽章則嵌在一圓環以內，圓環上又寫上格言Fax mentis Honestae Gloria，意即「榮耀是高貴意志之光」。
英格蘭和愛爾蘭的從男爵曾要求查理一世賜予他們同類的徽章，而最早的同類徽章也在17世紀出現。可是一直至1929年，當時的英皇喬治五世方才下令，准許蘇格蘭以外的從男爵戴上同類徽章。

### 左手？右手？
蘇格蘭以外的從男爵能夠以阿爾斯特紋章為他們的徽章樣式。阿爾斯特紋章的圖案為白色底色，正中塗上一隻鮮紅色的右手，可是從男爵徽章上的紅色手掌卻是一隻左手，後者被人稱為「阿爾斯特徽章」，有人認為這是因錯誤造成的結果。

至於喬治五世在1929年4月13日發出的英廷委任狀（Royal Warrant），對徽章大概有以下的描述：
|  | 徽章是漆上阿爾斯特紋章，即是在銀白色的徽章上畫上鮮紅色的左手，頂上綴上帝國皇冠，並為皇冠漆上適當的顏色。徽章嵌在一圓環內，圓環以漩渦形裝飾為主調，並可分別以三種配搭，即玫瑰、三葉草或玫瑰與薊花，展示於圓環。以分別代表英格蘭從男爵、愛爾蘭從男爵、大不列顛從男爵。而聯合王國從男爵之圓環則應同時展示玫瑰、三葉草和薊花，以區分出蘇格蘭從男爵。聯合王國從男爵之徽章應繫在兩沿為深藍色的橙色絲帶上，絲帶之總闊度應為一又四分之三吋，兩沿之深藍色應各佔四分之一吋。 |

## 女從男爵
從男爵絕大多數都是為男性而創設，基不上不傳予女性，因此除了極少數從男爵爵位准許傳予女承繼人以外，女性基本上不會成為「女從男爵」。只有為女性而設立的從男爵爵位，或者可傳予女承繼人的從男爵爵位真的出現女承繼人，那女性才有機會成為「女從男爵」，而「女從男爵」在歷史上則只有三位，可謂十分罕有，她們分別是：
- 戴西·唐巴爾女爵士，8th Btss （Dame Daisy Dunbar, 8th Btss，1906年—1997年），她擁有的從男爵爵位於1664年創設。
- 瑪麗·博爾斯女爵士，1st Btss （Dame Mary Bolles, 1st Btss，1579年—1662年），她是唯一一位獲賜予從男爵爵位，而非繼承的女性。她的從男爵爵位屬蘇格蘭及新斯科舍從男爵爵位，該爵位傳至孫子以後斷絕。
- 埃莉諾·戴利埃爾女爵士，10th Btss （Dame Eleanor Dalyell, 10th Btss，1895年—1972年），她擁有的從男爵爵位於1685年創設，死後由工黨政治家譚姆·戴利埃爾繼承。

另一方面，創設於1682年的波洛克的斯特淩-麥斯威爾（Stirling-Maxwell of Pollock）從男爵爵位（舊稱麥斯威爾從男爵）也可傳予女性。蘇格蘭紋章官在1976年曾表示，他推斷只有上述四個從男爵爵位可以傳位予女性。

## 從男爵爵位的數量
在M·C·派翠於1967年編著《從男爵爵位創設索引》以前，坊間一直也沒有對從男爵爵位作有系統的整理。而根據該書，爵位按字母排列，並未包括4個在1964年和1個在1990年創設的爵位，結果錄得自1611年至1964年，一共創設從男爵爵位3482個。這個數字除了包括5個由奧利弗·克倫威爾創設，並得到查理二世確認的爵位外，又包括了25個於1688年至1784年期間，由已退位的詹姆斯二世、名義上的詹姆斯三世和名義上的查理三世所設立的從男爵爵位，而這些爵位則通稱詹姆斯黨從男爵爵位（Jacobite baronetcies）。由於詹姆斯黨從男爵爵位一直不為正統政權承認，而且又已隨時間消失，所以它們不應計算在內，故此從男爵爵位總數應為3457個。此外，由於相信《索引》仍有遺漏，確實的數字應該比這個數目稍多。
現今大約仍然存在1380個從男爵爵位，但是官方名冊上則大約只有1280個。當中，有多於200個爵位同時由貴族擁有。有少數的從男爵爵位，如布雷多爾本伯爵之從男爵爵位，就因為在繼承問題上出現爭拗，以致爵位至今仍然懸空。

## 著名的從男爵

### 政治家
- 砵甸乍爵士，1st Bt.，第一任香港總督（1789年—1856年）
- 戴維斯爵士，1st Bt.，第二任香港總督（1795年—1890年）
- 文咸爵士，1st Bt.，第三任香港總督（1803年—1863年）
- 羅便臣爵士，1st Bt，第五任香港總督（1824年—1897年）
- 查爾斯·塔珀爵士，1st Bt，第6任加拿大總理（1821年—1915年）
- 羅伯特·皮爾爵士，2nd Bt，英國首相（1788年—1850年）

### 自然科學家
- 漢弗里·戴維爵士，1st Bt，化學家（1778年—1829年）
- 查理斯·萊爾爵士，1st Bt，地質學家（1797年—1875年）
- 約翰·赫歇爾爵士，1st Bt，天文學家（1792年—1871年）

### 音樂家
- 湯瑪斯·比徹姆爵士，2nd Bt，指揮家（1879年—1961年）
- 愛德華·埃爾加爵士，1st Bt，作曲家（1857年—1934年）

### 作家
- J·M·巴利爵士，1st Bt，《小飛俠》作家（1860年—1937年）
- 沃爾特·司各特爵士，1st Bt，作家（1771年—1832年）

### 其他
- 喬治·唐寧爵士，1st Bt.，唐寧街修建者（1632年—1689年）
- 昃臣爵士，1st Bt，匯豐銀行大班（1841年—1915年）
- 貝登堡爵士，1st Bt，童軍創辦人（1857年—1941年）
- 丹尼士·戴卓爾爵士，1st Bt，商人和戴卓爾女男爵的丈夫（1915年—2003年）
- 大衛·哈靈頓爵士，15th Bt，商人和演員基特·哈靈頓的父親（1944年—）

## 外國從男爵
從男爵爵位曾經向荷蘭人頒贈，亦有幾個頒贈予印度拜火教人士的從男爵爵位。但就拜火教人士而言，由於他們的後代會按傳統更改姓氏，所以拜火教徒一經接受從男爵爵位，其繼承人均不可以再更改姓氏。

## 請參見
- 現存從男爵爵位名單
- 所有從男爵爵位名單 (currently incomplete)
- 英國榮譽制度
- 英皇制誥 （页面存档备份，存于）